# Pholiote destructrice
 (janvier 2017).
Si vous disposez d'ouvrages ou d'articles de référence ou si vous connaissez des sites web de qualité traitant du thème abordé ici, merci de compléter l'article en donnant les références utiles à sa vérifiabilité et en les liant à la section « Notes et références ».
Hemipholiota populnea
Espèce
La pholiote destructrice (Pholiota populnea,, Hemipholiota populnea ou Pholiota destruens) est une espèce de champignons basidiomycètes de la famille des Cortinariaceae poussant sur les coupes de peuplier.

## Description

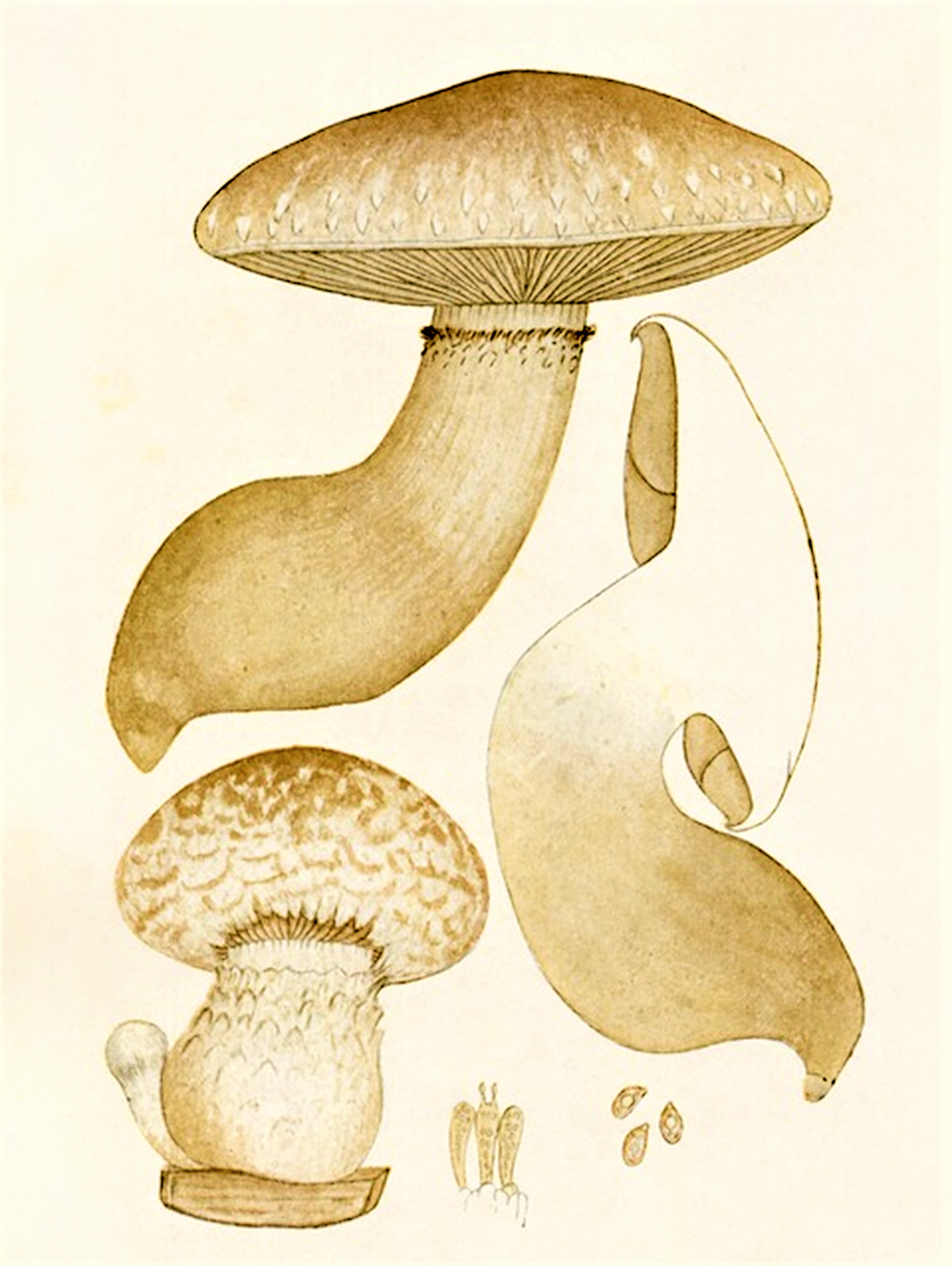
Pholiota destruens (illustration, 1930).

Ses carpophores sont de grande taille à maturité, robustes ; le dessus du chapeau est tapissé d'écailles laineuses ainsi que la partie du pied située sous l'anneau.

## Habitat
Ce champignon se développe principalement sur les peupliers (Populus sp.) en décomposition au sol et sur pied s'il est blessé ; son mycélium atteint prioritairement les parties tendres, le cœur du tronc et sous l'écorce.

## Comestibilité
Non comestible.

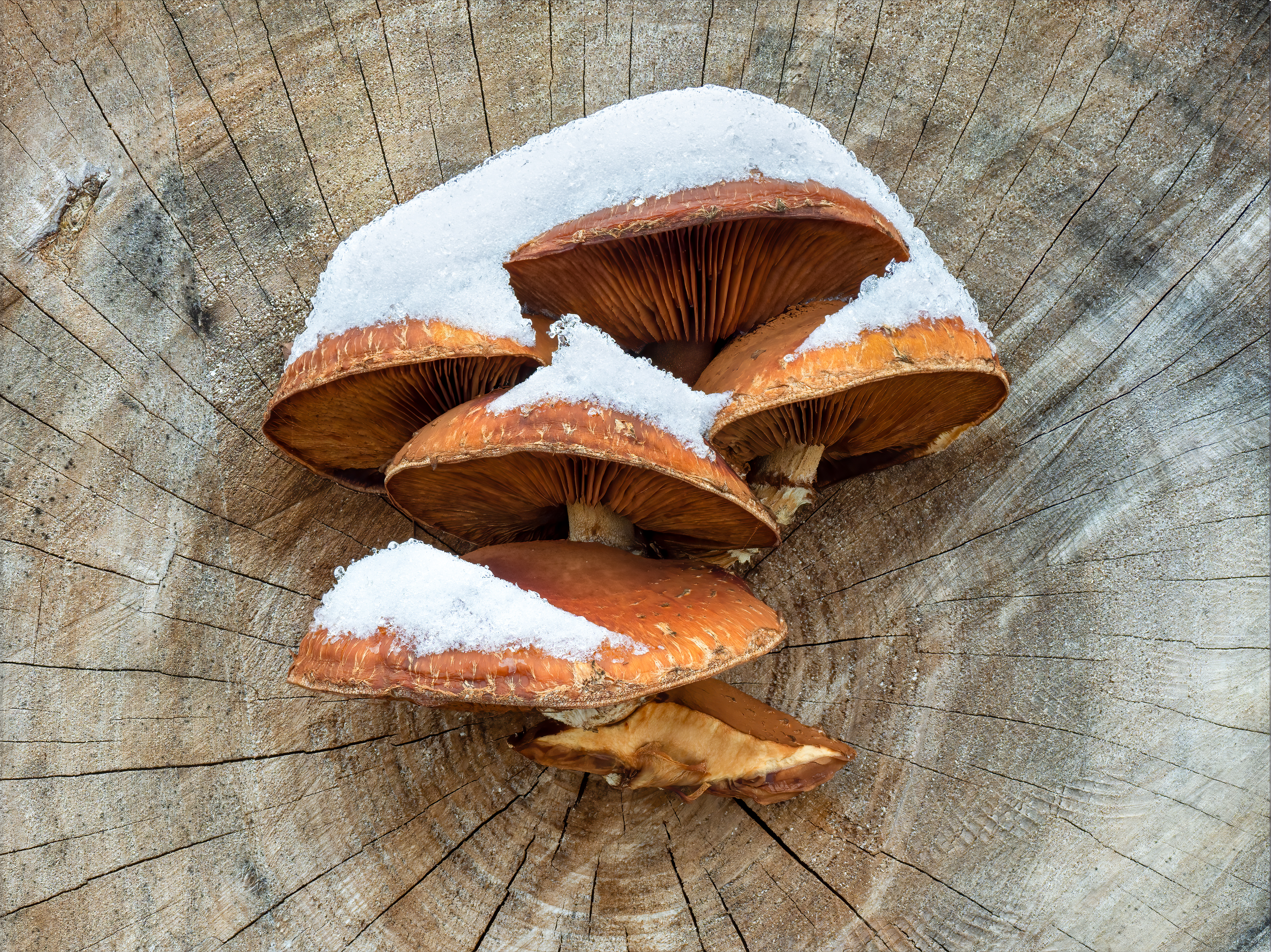
Pholiote destructrice sous la neige.
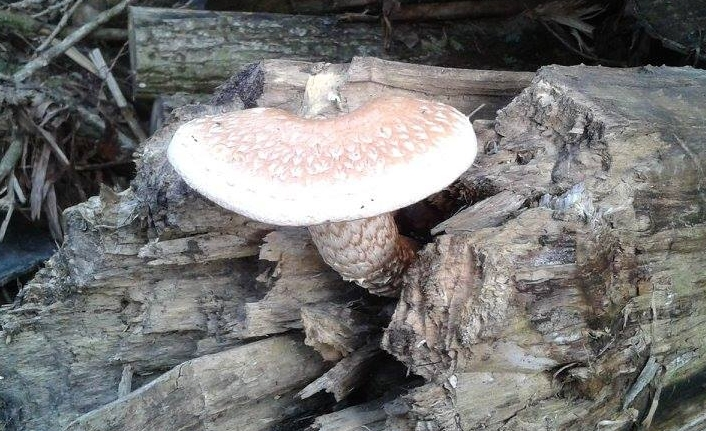
Pholiota destruens.
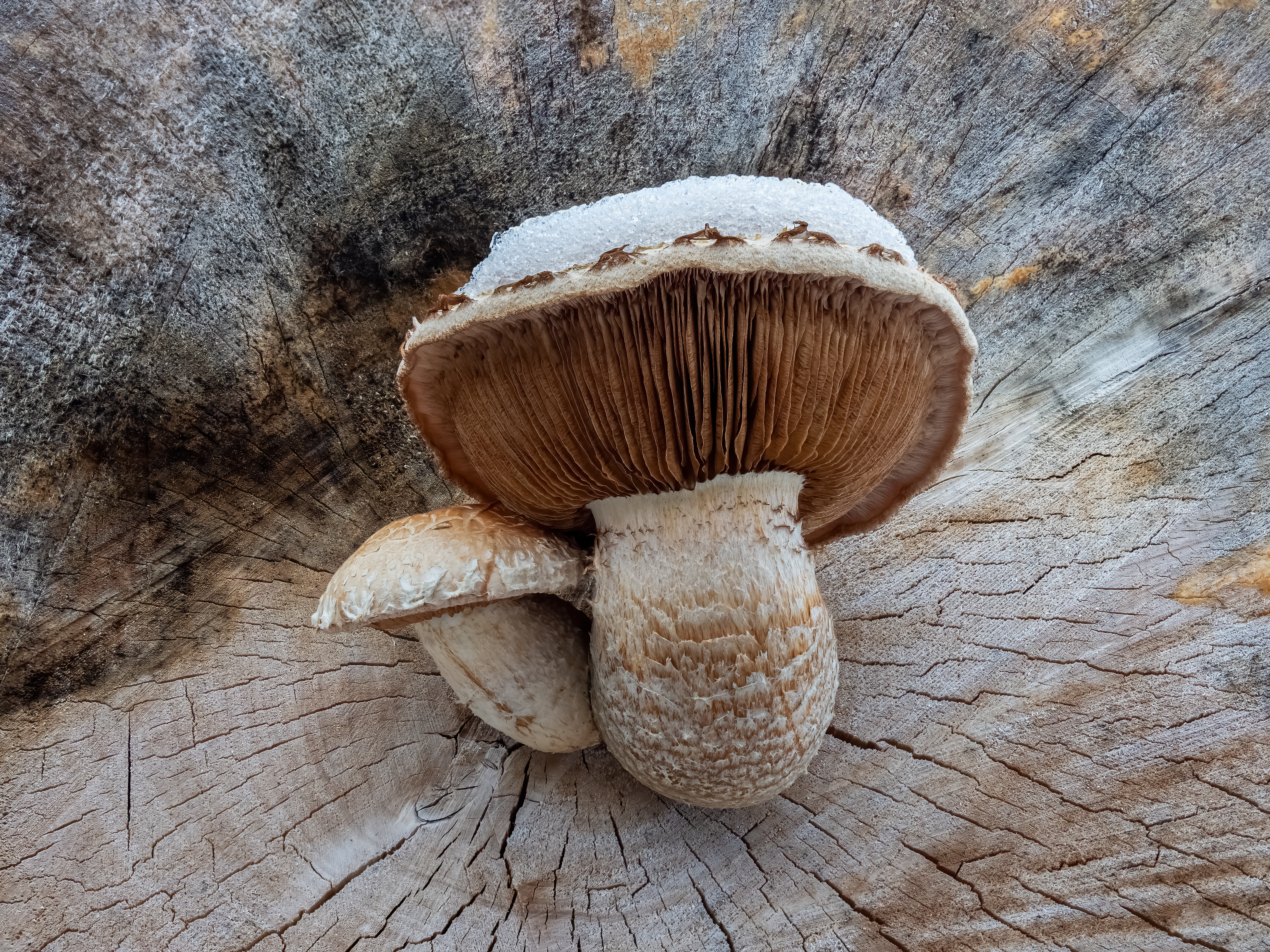
Une autre pholiote destructrice sous la neige.

## Article externes
- Hemipholiota populnea
- Pholiote destructrice